# 谍·莲花
《谍·莲花》（英語：Lotus Code），是2015年中国大陆悬疑片，导演朱青阳，监制朱时茂，主演鲁诺、高丽雯、潘阳、朱时茂、陈佩斯。

## 剧情
1943年，中华民国时期，大日本帝国陆军准备密谋偷袭山西省情报被敌后武工队得知，李天虎、苏梅和师乐三人被敌后武工队任命前去剿灭日寇。

## 演出
| 演员   | 角色   | 备注 |
| 鲁诺   | 李天虎 |      |
| 高丽雯 | 白雪   |      |
| 潘阳   | 苏梅   |      |
| 陈月末 | 刘伟杰 |      |
| 巴图   | 陈恪三 |      |
| 李大海 | 师乐   |      |
| 侯迪   | 郭来喜 |      |
| 陈佩斯 | 普照   |      |
| 朱时茂 | 朱臣章 |      |
| 朱青阳 | 薛靖   |      |

## 制作
该片主要由中国大陆星二代担任主演，如：朱时茂之子朱青阳、王姬之女高丽雯、潘长江之女潘阳、陈宝国之子陈月末、宋丹丹之子巴图、李成儒之子李大海、侯天来之子侯迪。

## 上映
2015年1月16日，该片在中国大陆上映。